# Aldo Grimaldi (armatore)
Aldo Grimaldi (Solofra, 30 luglio 1922 – Genova, 7 dicembre 2018) è stato un armatore italiano.
Proveniente da una famiglia di armatori (Achille Lauro era suo zio), già ufficiale della Regia Marina durante la seconda guerra mondiale, ha guidato con i fratelli Mario, Luigi, Ugo e Guido per decenni flotte passeggeri e mercantili dopo aver fondato nel 1947 la Grimaldi Armatori. 
In seguito ha costituito la società Grimaldi Holding con sede a Genova e nel 1992 ha creato la società di navigazione Grandi Navi Veloci, da cui è uscito definitivamente nel 2009.

## Biografia
Nato in provincia di Avellino il 30 luglio 1922, fa la gavetta, come era abitudine nelle famiglie di armatori (la madre Amelia era la sorella di Achille Lauro), sulle navi dello zio, imbarcandosi da giovanissimo durante le vacanze estive. Si diploma a Napoli capitano di lungo corso, quindi si laurea in scienze economiche e marittime. Gli piace progettare. Già a Napoli escono dalla sua matita i primi adattamenti delle navi Liberty, quindi le unità di crociera ("Caribia", "Irpinia", "Ascania"), in seguito i primi traghetti e le navi multipurpose.
Trasferitosi poi a Genova fonda Grandi Navi Veloci (GNV). Dopo il successo di Grandi Navi, venduta al fondo di private equity Permira, costituisce la cassaforte di famiglia Grimaldi Holding. Insieme alla moglie Eugenia ha 3 figli, Johnny, Isabella e Alessandra, i quali concepiscono i nipoti Andrea, Elisa, Anna, e l'omonimo Aldo, più piccolo della famiglia. 

## Riconoscimenti
Nel 2011 ha ricevuto il "Cristoforo Colombo Award", premio dello shipping internazionale che il Lloyd's List assegna ogni anno alla carriera di personaggi del settore e a chi opera con innovazione.
Aldo Grimaldi  è stato nominato Cavaliere del Lavoro nel 2002 dal Presidente della Repubblica Carlo Azeglio Ciampi